# Sainte-Marguerite-d’Elle
Sainte-Marguerite-d’Elle – miejscowość i gmina we Francji, w regionie Normandia, w departamencie Calvados.
Według danych na rok 1990 gminę zamieszkiwało 758 osób, a gęstość zaludnienia wynosiła 37 osób/km² (wśród 1815 gmin Dolnej Normandii Sainte-Marguerite-d’Elle plasuje się na 299. miejscu pod względem liczby ludności, natomiast pod względem powierzchni na miejscu 118.).